# Фудбалски савез Исланда
Фудбалски савез Исланда (исл. Knattspyrnusamband Íslands, KSÍ) је главна фудбалска организација на Исланду.
Фудбалски савез основан је 1947. године и окупља 110 клубова. Члан је светске фудбалске федерације ФИФА од 1947, а Европске фудбалске уније УЕФА од 1954. године. Лига се игра од 1912. године. Први победник и најуспешнији клуб свих времена је клуб КР Рејкјавик (24 титуле). Куп Исланда игра се се од 1960. године. Највише трофеја освојио је КР Рејкјавик (11 титуле).
Прва међународна утакмица одиграна је 1946. године у Рејкјавику, Исланд-Данска 0:3. Боја дресова репрезентације је плава и бела.
Због ниских температура и кратких зимских дана, првенство се игра у периоду од маја до октобра.